# Раде Драгојевић
Раде Драгојевић (Госпић, 20. фебруар 1967) српски је новинар и писац.

## Биографија
Основну школу похађао у Горњем Косињу, а средњу у Госпићу и Загребу. Дипломирао је социологију на Филозофском факултету у Загребу 1995. године.
У новинарству је од 1990. године. Прво је радио у Документарном програму ХТВ-а као новинар музичких и филмских магазина. Од 1997. до 2005. године радио је у загребачком дописништву ријечког Новог листа, а неко време у сплитском Ферал Трибјуну. Сарађивао је са часописима за културу ("Зарез") и издањима српске заједнице у Хрватској.
Био је генералнои секретар Српског културног друштва Просвјета из Загреба од почетка 2005. до септембра 2012. године. Од септембра 2012. године је директор Издавачког предузећа „Просвјета“ у Загребу.
Био је главни и одговорни уредник недељника Новости од 4. фебруара 2005. до 22. октобра 2010. године када је смењен с места главног уредника, али је остао као одговорни уредник.
Члан је Привредниковог Патроната.